# Ha*Ash: En vivo
Ha*Ash: En vivo es el segundo álbum en vivo del dúo estadounidense Ha*Ash, integrados por las hermanas Ashley Grace y Hanna Nicole. Se lanzó el 6 de diciembre de 2019, bajo la distribución de Sony Music Latin y OCESA Seitrack. El CD/DVD se convirtió en primer concierto grabado del dúo y se filmó el 11 de noviembre de 2018, durante una presentación que formó parte de su Gira 100 años contigo en el Auditorio Nacional de México.
El álbum contó con la participación de Prince Royce, Melendi y Miguel Bosé. En su primera semana de estreno, debutó en el primer lugar de ventas de discos físicos en la lista AMPROFON de México. Su sencillo principal «Si tú no vuelves» en colaboración con Miguel Bosé lanzado el mismo día que el disco, alcanzó la primera posición en la lista Monitor Latino de México.

## Antecedentes y lanzamiento
Tras el lanzamiento de su primer álbum en vivo Primera fila: Hecho realidad (2014), Ha*Ash se embarcó la gira Primera fila, la cual reunió a más de 2 000 000 personas hasta el 2016. A mediados de 2017, realizan las últimas presentaciones de la gira y dedican 3 día de la semana para dar conciertos y los restantes viajaban a Miami, para preparar la preparación y grabación de su quinto álbum de estudio 30 de febrero (2017). Para la promoción del disco a fines del 2017, la banda anunció las fechas de la nueva gira titulada Gira 100 años contigo, que contaría inicialmente con cincuenta y nueve presentaciones y terminaría el 23 de septiembre de 2018, con cuatro conciertos en España. Debido a la buena recepción, el dúo anunció de manera esporádica más fechas para los últimos meses del 2018, y nuevas fechas para el año 2019.
El 6 de septiembre de 2018 en el programa Cuéntamelo ya! del Canal de las Estrellas, Hanna confirma la grabación en DVD del concierto que se realizará en el Auditorio Nacional, comentando «El auditorio nacional del 11 de noviembre va a hacer muy emocionante para nosotras, porque se va a grabar y va a hacer el primer concierto que grabamos, será muy especial». El 23 de noviembre de 2018, a través de un Facebook Live, las cantantes confirmaron que el lanzamiento del DVD sería para los primeros meses del próximo año, sin embargo, por razones que no se dieron, el estrenó se atrasó. Tras varios meses sin pronunciarse, el día 15 de julio a través de las historias de Instagram, anunciaron que estaban preparando los últimos detalles para el lanzamiento del DVD.
El 26 de noviembre de 2019, a través de sus redes sociales, oficializaron la fecha de lanzamiento para el 6 de diciembre de 2019, junto con la portada oficial. Dos días después, el álbum estaba disponible para ser pre-guardado en las plataformas de Apple Music y Spotify. El día 6 de diciembre, el álbum se estrenó para su descarga digital y en formato físico CD/DVD para México.

## Concepto y grabación
Se grabó el 11 de noviembre de 2018 en su decimoquinta presentación en el Auditorio Nacional de México. El director del producto es Roberto Contreras, mientras que el vídeo se realizó bajo la dirección de Gonzalo Ferrari, los efectos de sonidos (SFX) fueron llevados por el equipo Pyromar, mientras que el equipo electrónico de amplificación de audio estuvo a cargo de Celso Moreno. La microfonía utilizada por la banda fue Shure, y el montaje del escenario es empleado por Riggingplot México S.A. de C.V. La fotografía y diseños del disco estuvieron a cargo de Chino Lemus y Quique Ollervides. El audio e iluminación estuvieron a cargo de la productora de eventos Meridian Pro Audio.
En uno de los folletos del álbum, se encontraba un mensaje del dúo para sus seguidores, detallando el porqué de la grabación del concierto y por qué éste es tan especial para ellas. «Los conciertos son el puente perfecto entre nuestras emociones y las de ustedes. Es la parte más divertida de lo que hacemos y la razón por la que nos despertamos día tras día. Y porque con el paso del tiempo los recuerdos se van desdibujando es que decidimos hacer este proyecto, para volver a vivirlo junto a ustedes siempre»; señalaron las chicas del dúo.

## Descripción y contenido

### Repertorio del concierto
El repertorio del concierto está conformado por algunos temas de los primeros álbumes de estudio del dúo, distribuyéndose entre dos pistas del álbum Ha*Ash (2003), tres del segundo álbum Mundos Opuestos (2005), uno de Habitación Doble (2008) y tres de A Tiempo (2011). La otra parte del repertorio contó con gran parte de sus canciones de su primer álbum en vivo Primera fila: Hecho realidad (2014) y del quinto álbum de estudio 30 de febrero (2017), con una cantidad de cinco y seis pistas, respectivamente. Instrumentalmente, se escucharon melodías de las canciones «Esta mujer» y «¿Qué haré con este amor?» en violín, temas del tercer y cuarto álbum de estudio. Además, interpretaron «Destino o casualidad» canción del cantante español Melendi en colaboración con el dúo y la pista «Si tu no vuelves» de Miguel Bosé.

### Sinopsis del concierto
El concierto empieza con diversos videos e imágenes de las hermanas en pantallas grandes, donde suena de fondo parte de la letra de la canción «100 años». Inicia con el dúo tocando la guitarra e interpretando «Estés donde estés», su segundo sencillo de su carrera, seguido de la pista «¿De dónde sacas eso?». Posteriormente cantan «Amor a medias» y dan una breve introducción para presentar el tema  «Ojalá». Al terminar, las cantantes se sientan en medio del escenario e interpretan el tema «Sé que te vas» seguido de un popurrí de las baladas «Todo no fue suficiente» y «¿Qué me faltó?». Tras esto, realizan una presentación para hacer pasar al escenario a su primer artista invitado de la noche Melendi, con quién interpretaron el sencillo de ambos «Destino o casualidad», y donde el cantante elogia a las hermanas al terminar la canción.
El concierto sigue con una introducción para la pista «Dos copas de más», y la presentación del sencillo «Eso no va a suceder». Tras esto, se da una breve pausa, donde las hermanas salen del escenario, para un cambio de vestuario mientras sus músicos tocan en violín parte de los temas «Esta mujer» y «¿Qué haré con este amor?». Posteriormente, comienzan la interpretación de la balada «¿Qué hago yo?».  Después, presentan los temas «Me entrego a ti» con Hanna tocando la armónica y Ashley la guitarra, una introducción y la presentación de «No pasa nada», «Te dejo en libertad» e invitan a Miguel Bosé al escenario para cantar juntos el tema «Si tú no vuelves», canción que anteriormente habían presentado juntos, cuando éste las invitó a su concierto en el Anfiteatro de la Quinta Vergara de Viña del Mar, en ambas ocasiones, el cantante español expresó palabras de admiración a las hermanas.
A la mitad del concierto, subieron al escenario el personal de Sony Music México para hacerle entrega al dúo de tres certificaciones por sus álbumes y sencillos. Continúan con el sencillo  «Ex de verdad», seguido de su sencillo debut «Odio amarte». Tras esto, cierran la segunda parte del espectáculo con la presencia del último invitado del concierto Prince Royce, para interpretar el tema «100 años» donde este es colaborador.  La última parte del show, el dúo cantan «Lo aprendí de ti» y la pista «No te quiero nada», donde Hanna toca el bombo y es la oportunidad donde Ashley baja del escenario para acercarse a los seguidores. Tras ello, se realiza una pausa, donde las hermanas se colocan las camisetas de la selección del fútbol de México, y vuelven al escenario para cerrar el concierto con los temas «Perdón, perdón» y« 30 de febrero», mientras caen del techo globos blancos gigantes y serpentinas de varios colores.

## Rendimiento comercial y promoción
En su primera semana de lanzamiento, el álbum debutó en el primer lugar de ventas físicas en México, en la semana del 13 al 20 de diciembre de 2019 en lista Top 20 de AMPROFON, mientras que en la lista Top 100 del país, alcanzó la quinta posición, manteniéndose durante el primer trimestre de 2020, 44 semanas en el top. Pese a que el disco no fue promocionado por la banda, se envió a las radios de México el mismo día que la publicación de la producción «Si tú no vuelves» en colaboración con Miguel Bosé como su sencillo principal, cuya pista alcanzó la primera posición en la lista Monitor Latino de México.

## Lista de canciones
Créditos adaptados de Apple Music.
| Ha*Ash: En vivo – Edición CD (disco 1) |                                      |                                                |                                     |          |  |
| N.º                                    | Título                               | Escritor(es)                                   | Álbum original                      | Duración |  |
| 1.                                     | «Estés donde estés»                  | Áureo Baqueiro · Salvador Rizo                 | 2003 – Ha*Ash                       | 3:15     |  |
| 2.                                     | «¿De dónde sacas eso?»               | Ashley Grace · Hanna Nicole · José Luis Ortega | 2011 – A tiempo                     | 3:24     |  |
| 3.                                     | «Amor a medias»                      | Baqueiro · Salvador Rizo                       | 2005 – Mundos opuestos              | 4:13     |  |
| 4.                                     | «Ojalá»                              | Ashley · Hanna · Pablo Preciado                | 2017 – 30 de febrero                | 3:46     |  |
| 5.                                     | «Sé que te vas»                      | Ashley · Hanna · Preciado                      | 2014 – Primera fila: Hecho realidad | 3:59     |  |
| 6.                                     | «Todo no fue suficiente»             | Ashley · Hanna · Yoel Henríquez                | 2011 – A tiempo                     | 2:34     |  |
| 7.                                     | «¿Qué me faltó?»                     | Ashley · Hanna · Ortega                        | 2017 – 30 de febrero                | 3:24     |  |
| 8.                                     | «Destino o casualidad» (con Melendi) | Melendi                                        | 2017 – Quítate las gafas            | 4:26     |  |
| 9.                                     | «Dos copas de más»                   | Ashley · Hanna · Preciado                      | 2014 – Primera fila: Hecho realidad | 3:34     |  |
| 10.                                    | «Eso no va a suceder»                | Ashley · Hanna · Edgar Barrera                 | 2017 – 30 de febrero                | 4:10     |  |
| 11.                                    | «¿Qué hago yo?»                      | Soraya                                         | 2005 – Mundos opuestos              | 3:44     |  |
| 40:27                                  |                                      |                                                |                                     |          |  |

| Ha*Ash: En vivo – Edición CD (disco 2) |                                      |                                                                      |                                     |          |  |
| N.º                                    | Título                               | Escritor(es)                                                         | Álbum original                      | Duración |  |
| 12.                                    | «Me entrego a ti»                    | Soraya                                                               | 2005 – Mundos opuestos              | 4:17     |  |
| 13.                                    | «No pasa nada»                       | Ashley · Hanna · Ortega                                              | 2017 – 30 de febrero                | 3:21     |  |
| 14.                                    | «Te dejo en libertad»                | Ashley · Hanna · Ortega                                              | 2011 – A tiempo                     | 4:51     |  |
| 15.                                    | «Si tú no vuelves» (con Miguel Bosé) | Miguel Bosé · Lanfranco Ferrario · Massimo Grilli                    | 1993 – Bajo el signo de Caín        | 5:30     |  |
| 16.                                    | «Ex de verdad»                       | Ashley · Hanna · Beatriz Luengo · Antonio Rayo                       | 2014 – Primera fila: Hecho realidad | 3:51     |  |
| 17.                                    | «Odio amarte»                        | Ashley · Hanna · Baqueiro                                            | 2003 – Ha*Ash                       | 3:29     |  |
| 18.                                    | «100 años» (con Prince Royce)        | Ashley · Hanna · Geoffrey Rojas · Andy Clay · Erika Ender            | 2017 – 30 de febrero                | 3:14     |  |
| 19.                                    | «Lo aprendí de ti»                   | Ashley · Hanna · Ortega                                              | 2014 – Primera fila: Hecho realidad | 3:27     |  |
| 20.                                    | «No te quiero nada»                  | Baqueiro                                                             | 2008 – Habitación doble             | 4:48     |  |
| 21.                                    | «Perdón, perdón»                     | Ashley · Hanna · Ortega                                              | 2014 – Primera fila: Hecho realidad | 3:39     |  |
| 22.                                    | «30 de febrero»                      | Ashley · Hanna · Abraham Mateo · Santiago Hernández · Rafael Vergara | 2017 – 30 de febrero                | 5:38     |  |
| 45:59                                  |                                      |                                                                      |                                     |          |  |

| Ha*Ash: En vivo — Edición DVD |                                                     |          |  |
| N.º                           | Título                                              | Duración |  |
| 1.                            | «Estés donde estés» (video en vivo)                 | 3:19     |  |
| 2.                            | «¿De dónde sacas eso?» (video en vivo)              | 3:24     |  |
| 3.                            | «Amor a medias» (video en vivo)                     | 4:17     |  |
| 4.                            | «Ojalá» (video en vivo)                             | 3:46     |  |
| 5.                            | «Sé que te vas» (video en vivo)                     | 4:01     |  |
| 6.                            | «Todo no fue suficiente» (video en vivo)            | 2:37     |  |
| 7.                            | «¿Qué me faltó?» (video en vivo)                    | 3:23     |  |
| 8.                            | «Destino o casualidad»                              | 4:23     |  |
| 9.                            | «Dos copas de más» (video en vivo)                  | 3:33     |  |
| 10.                           | «Eso no va a suceder» (video en vivo)               | 4:12     |  |
| 11.                           | «¿Qué hago yo?» (video en vivo)                     | 3:44     |  |
| 12.                           | «Me entrego a ti» (video en vivo)                   | 4:15     |  |
| 13.                           | «No pasa nada» (video en vivo)                      | 3:22     |  |
| 14.                           | «Te dejo en libertad» (video en vivo)               | 4:20     |  |
| 15.                           | «Si tú no vuelves» (con Miguel Bosé, video en vivo) | 5:31     |  |
| 16.                           | «Ex de verdad» (video en vivo)                      | 3:53     |  |
| 17.                           | «Odio amarte» (video en vivo)                       | 3:34     |  |
| 18.                           | «100 años» (con Prince Royce, video en vivo)        | 3:12     |  |
| 19.                           | «Lo aprendí de ti» (video en vivo)                  | 3:29     |  |
| 20.                           | «No te quiero nada» (video en vivo)                 | 4:44     |  |
| 21.                           | «Perdón, perdón» (video en vivo)                    | 3:45     |  |
| 22.                           | «30 de febrero» (video en vivo)                     | 4:32     |  |

### Formatos
- CD/DVD - Edición de tres discos en digipak que contiene el concierto en DVD y el audio de este en 22 pistas.[4]
- Descarga digital - contiene los veintidós temas de la versión CD.[1]
- Descarga digital (otra versión) - contiene los veintidós temas de la versión CD y 22 vídeos musicales.[31]

## Créditos y personal
Créditos adaptados de las notas del álbum.

### Voz e instrumentos
- Ashley Grace: voz (1-22), guitarra (1, 12)
- Hanna Nicole: voz (1-22), guitarra (1-2, 4, 16, 20), guitarra eléctrica (3), armónica (12), piano (13, 19)
- Miguel Bosé: voz (15)
- Prince Royce: voz (18)
- Melendi: voz (8)
- Mateo Aguilar Uscanga: piano (1-22)
- Gerardo "Tito" Ruelas: guitarra (1-22)
- Fernando Ruiz: bajo (1-22)
- Ricardo Cortez: batería (1-22)
- Rodrigo "Oso" Duarte: multiinstrumentista (1-22), chelo (1-22)
- Omar Álvarez Martínez: violín (11)
- Margie Espinales Correa: violín (11)
- Arnoldo Cabrera: violín (11)
- Andrea Alvarado Troncoso: viola (11)

### Productores y técnicos
- Roberto Contreras: director de producto
- Stephanie Rudamn: mánager del concierto
- Bernardo García Salgado: responsable de la comunidad de internet
- Alain Coorthout: diseño del concierto
- Oscar Tobar: ingeniero de monitores de la banda
- Luis Román: ingeniero de monitores de Ha*Ash, ingeniero de sala
- Goofy: ingeniero de iluminación
- Luis López: director de escenas
- Fernando Aponte: stage
- Carlos García stage
- Celso Moreno: encargado del equipo electrónico de amplificación de audio
- Miguel Tapia: ingeniero de sala de Miguel Bosé
- Ángel Magro: ingeniero monitores de Miguel Bosé
- Javier López: ingeniero de grabación de Miguel Bosé

### Administración y créditos de video
- Gonzalo Ferrari: dirección
- Miguel Tafich: realización
- Alberto Montiel: realización
- Carolina González: realización
- Héctor González: asistente de dirección
- Karen Campos: asistente de realización
- Sofía López: asistente de realización
- Patricio Tamés: asistente de realización
- Jordy Alcérreca: Mánager Ocesa Seitrack
- Octavio Padilla: Show Crew Ha*Ash
- Alex Mizrahi: Show Crew Ha*Ash
- Javier Montemayor: Show Crew Ha*Ash
- Enrique García: Show Crew Ha*Ash
- Gerard Angulo: vestuarios
- Óscar Trapero: seguridad
- Dei Rock: cáterin

### Arte y diseño
- Chino Lemus: fotografía del álbum
- Quique Ollervides: diseño del álbum
- Guillermo Gutiérrez: A&R
- Charlie García: dirección A&R
- Beatriz Cisneros: maquillista de Ha*Ash
- Ger Parra: maquillista de Ha*Ash
- Vicente Montoya maquillista de Miguel Bosé
- José Escobar Labastida: peinados de Ha*Ash

## Posiciones en la lista
| Listas (2019)             | Mejor posición |
| ------------------------- | -------------- |
| México Top 20 (AMPROFON)  | 1              |
| México Top 100 (AMPROFON) | 5              |

## Historial de lanzamiento
| País   | Fecha                  | Edición          | Formato                      | Discográfica                       | Ref   |
| ------ | ---------------------- | ---------------- | ---------------------------- | ---------------------------------- | ----- |
| Varios | 6 de diciembre de 2019 | Edición estándar | Descarga digital · streaming | Sony Music Latin                   | [ 1 ] |
| México | 6 de diciembre de 2019 | Edición estándar | 2 CD/DVD                     | Sony Music México · OCESA Seitrack | [ 4 ] |
| España | 3 de enero de 2020     | Edición estándar | 2 CD/DVD                     | Sony Music España                  | [ 3 ] |